# Cantó de Sissonne
El cantó de Sissonne és un cantó francès del departament de l'Aisne, situat al districte de Laon. Té 20 municipis i el cap és Sissonne.

## Municipis
- Boncourt
- Bucy-lès-Pierrepont
- Chivres-en-Laonnois
- Coucy-lès-Eppes
- Courtrizy-et-Fussigny
- Ébouleau
- Gizy
- Goudelancourt-lès-Pierrepont
- Lappion
- Liesse-Notre-Dame
- Mâchecourt
- Marchais
- Mauregny-en-Haye
- Missy-lès-Pierrepont
- Montaigu
- Nizy-le-Comte
- Sainte-Preuve
- Saint-Erme-Outre-et-Ramecourt
- La Selve
- Sissonne

## Història
| Data d'elecció                           | Identitat          | Partit                               | Qualitat |
| ---------------------------------------- | ------------------ | ------------------------------------ | -------- |
| 1945-1961                                | Julien Chapelet    | SFIO                                 |          |
| 1961-1967                                | Paul Augeix        | MRP, després UDR                     |          |
| 1967-1992                                | François Lesein    | Divers gauche, després Divers droite |          |
| 1992-1998                                | Marcel Blanchard   | UDF                                  |          |
| 1998-                                    | Pierre Marie Lebée | PS                                   |          |
| les dades anteriors no són pas conegudes |                    |                                      |          |
|                                          |                    |                                      |          |

## Demografia
| A partir de 1990: Població sense dobles comptes |